# Пшеничный, Анатолий Григорьевич
Анатолий Григорьевич Пшеничный (род. 13 февраля 1948 года) — русский советский писатель, поэт, дипломат, полковник внешней разведки. Член Союза писателей СССР с 1989 года. Лауреат Премия Ленинского комсомола в области литературы (1983) и Премии СВР за лучшие произведения в области литературы и искусства (2005 и 2016).

## Биография
Родился 13 февраля 1948 года в деревне Ключёвка, Челябинской области в крестьянской семье.
С 1966 по 1971 год обучался на филологическом факультете Уральского государственного университета. С 1972 по 1976 год по распределению работал учителем русского языка и литературы в средних учебных заведениях Узбекской ССР и в Нижнем Тагиле. С 1976 по 1981 год обучался в Дипломатической академии МИД СССР и проходил специальную подготовку в Краснознамённом институте имени Ю. В. Андропова КГБ СССР. С 1981 по 1985 год работал по линии внешней разведки. С 1985 по 1989 год сотрудник центрального аппарата МИД СССР и дипломатический работник Посольства СССР в Бельгии.
С 1995 по 2000 год сотрудник Постоянного представительства Российской Федерации при Европейском отделении ООН в Женеве. С 2000 по 2001 год — полковник внешней разведки, советник Министерства иностранных дел Российской Федерации, в дальнейшем на общественно-политической работе.
Член Союза писателей СССР с 1989 года, член Высшего творческого Совета Московской писательской организации Союза писателей России, академик Академии российской словесности. С 1964 года из под пера Пшеничного появились первые поэтические произведения. С 1970-х годов в качестве члена нижнетагильского литературного объединения имени А. П. Бондина печатался в литературных сборниках издаваемых Средне-Уральским книжным издательством. В 1979 году был участником VII Всесоюзного совещания молодых писателей. В 1980 году за поэтическое произведение «К огню и травам» Пшеничный был удостоен премии Всесоюзного литературного конкурса имени М. Горького. В последующем были созданы такие сборники как: «Открытый урок» (1983) и «Зоны доверия» (1985), за которые Пшеничный был удостоен — Премии Ленинского комсомола в области литературы. В последующем были выпущены: «Там, где таволга цветёт» (1988) и «Посольский двор» (1993). Его произведения печатались в таких газетах как: «Литературная Россия», «Литературная газета» и «Завтра» а выпускались в издательствах «Молодая гвардия» и «Современник». В 2015 году Пшеничный выпустил музыкальный сборник «Судьба по имени разведка», в записи этого альбома участвовали такие артисты как А. В. Маршал и И. Н. Слуцкий.
В 2005 году за поэтические сборники «Посольский двор» и «Горсть времени» и в 2016 году «за создание цикла патриотических песен о разведке» Анатолий Григорьевич Пшеничный был удостоен — Премии Службы внешней разведки Российской Федерации в номинации «за лучшие произведения в области литературы и искусства».
В марте 2022 года подписал обращение в поддержку военного вторжения России на Украину (2022).

## Награды

### Премии
- Премия Ленинского комсомола в области литературы — «за книгу „Открытый урок“ и поэму „Зоны доверия“» (1983[5])
- Дважды Премия Службы внешней разведки Российской Федерации за лучшие произведения в области литературы и искусства (2005 — «за поэтические сборники „Посольский двор“ и „Горсть времени“»[6] и 2016 — «за создание цикла патриотических песен о разведке»[7])

### Звания
- Почётный гражданин Алапаевска (2018[10]).